# Hans Mose Hansen
Hans Mose Hansen (født 20. august 1910 i Espe, død 18. juni 1998) var en dansk agronom og politiker, der var medlem af Folketinget en enkelt periode i 1960'erne for De Uafhængige i Odense Amtskreds.
Hans Mose Hansen var uddannet fra Korinth Landbrugsskole i 1932 og blev landbrugskandidat fra Veterinær- og Landbohøjskolen i 1935. Han arbejdede efterfølgende som lærer ved Kærehave Landbrugsskole 1935-1939, som konsulent for Husmandsforeningerne i Odense- og Kertemindekredsene 1939-1949 og som konsulent for akts. Fyens Konservesfabrik og Findus fra 1951. Fra 1951 ejede han desuden en gård i Nørre Søby.
Politisk debuterede han som folketingskandidat for De Uafhængige i 1957. Året efter blev han medlem af Nørre Søby Sogneråd. Han blev valgt til Folketinget ved valget 15. november 1960 og blev ikke genvalgt ved valget i 1964. I sin tid i Folketinget var han en aktiv stemme i debatten om jordlovene op til folkeafstemningen i 1963.